# Otomys
Otomys é um gênero de roedores da família Muridae.

## Espécies
- Otomys anchietae Bocage, 1882
- Otomys angoniensis Wroughton, 1906
- Otomys barbouri Lawrence & Loveridge, 1953
- Otomys burtoni Thomas, 1918
- Otomys cuanzensis Hill & Carter, 1937
- Otomys dartmouthi Thomas, 1906
- Otomys denti Thomas, 1906
- Otomys dollmani Heller, 1912
- Otomys irroratus (Brants, 1827)
- Otomys jacksoni Thomas, 1891
- Otomys lacustris G. M. Allen & Loveridge, 1933
- Otomys laminatus Thomas & Schwann, 1905
- Otomys maximus Roberts, 1924
- Otomys occidentalis Dieterlen & Van der Straeten, 1992
- Otomys orestes Thomas, 1913
- Otomys saundersiae Roberts, 1929
- Otomys sungae Bohmann, 1943
- Otomys tropicalis Thomas, 1902
- Otomys typus Heuglin, 1877
- Otomys uzungwensis Lawrence & Loveridge, 1953